# Josef I. Portugalský
Josef I. Portugalský (portugalsky José Francisco António Inácio Norberto Agostinho de Bragança), zvaný Reformátor, (6. června 1714, Lisabon – 24. února 1777, Sintra) byl portugalským králem od roku 1750 do své smrti.

## Rodina

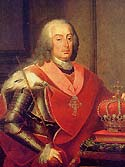
Josef I. Portugalský

Dom José se narodil v Lisabonu v roce 1714 jako třetí syn portugalského krále Jana V. a jeho manželky arcivévodkyně Marie Anny Habsburské (1683–1754), dcery římského císaře Leopolda I. Měl staršího bratra Petra (nezaměňovat s dalším synem Jana V., který dostal rovněž jméno Petr), který však zemřel ve dvou letech věku, což učinilo z Josefa následníka trůnu. Z otcovy strany byl vnukem krále Petra II. a královny Marie Žofie Falcko-Neuburské, z matčiny strany pak vnukem římského císaře Leopolda I. a jeho ženy Eleonory Magdaleny Falcko-Neuburské. Jeho babičky byly sestry, dcery kurfiřta Filipa Viléma Falcko-Neuburského, zatímco jeho dědové byli bratranci.
V roce 1729 se oženil se španělskou princeznou Marianou Viktorií, dcerou krále Filipa V. a jeho druhé ženy Alžběty Farnese. Pouto se Španělskem bylo velmi těsné, tím spíš, že Josef byl bratrem ženy budoucího španělského krále Ferdinanda VI., Marie Barbary. Jeho žena Mariana Viktorie byla milovnicí hudby a lovu. Z manželství vzešly čtyři přeživší dcery:
- 1. Marie Františka (17. 12. 1734 Lisabon – 20. 3. 1816 Rio de Janeiro), jako Marie I. královna Portugalska a Algarve od roku 1777 až do své smrti a Brazílie 1815–1816
  - ⚭ 1760 Petr III. Portugalský (5. 7. 1717 Lisabon – 25. 5. 1786 Sintra), král-choť
- 2. Mariana (7. 10. 1736 Lisabon – 16. 5. 1813 Rio de Janeiro), svobodná a bezdětná
- 3. dcera (*/† únor 1739)
- 4. Marie Františka Dorotea (21. 9. 1739 Lisabon – 14. 1. 1771 tamtéž), svobodná a bezdětná
- 5. syn (*/† 7. 3. 1741)
- 6. syn (*/† 15. 10. 1742)
- 7. syn (*/† květen 1744)
- 8. Marie Františka Benedikta (25. 7. 1746 Lisabon – 18. 8. 1828 tamtéž)
  - ⚭ 1777 Josef František Braganzský (20. 8. 1761 Lisabon – 11. 9. 1788 tamtéž), korunní princ Brazílie, vévoda z Braganzy

Josef I. byl oddaný katolík a milovník opery. Na portugalský trůn nastoupil ve svých 35 letech po smrti svého otce a téměř bezprostředně poté předal moc do rukou Sebastião José de Carvalho e Melo, známějšího spíše pod jménem markýz de Pombal.

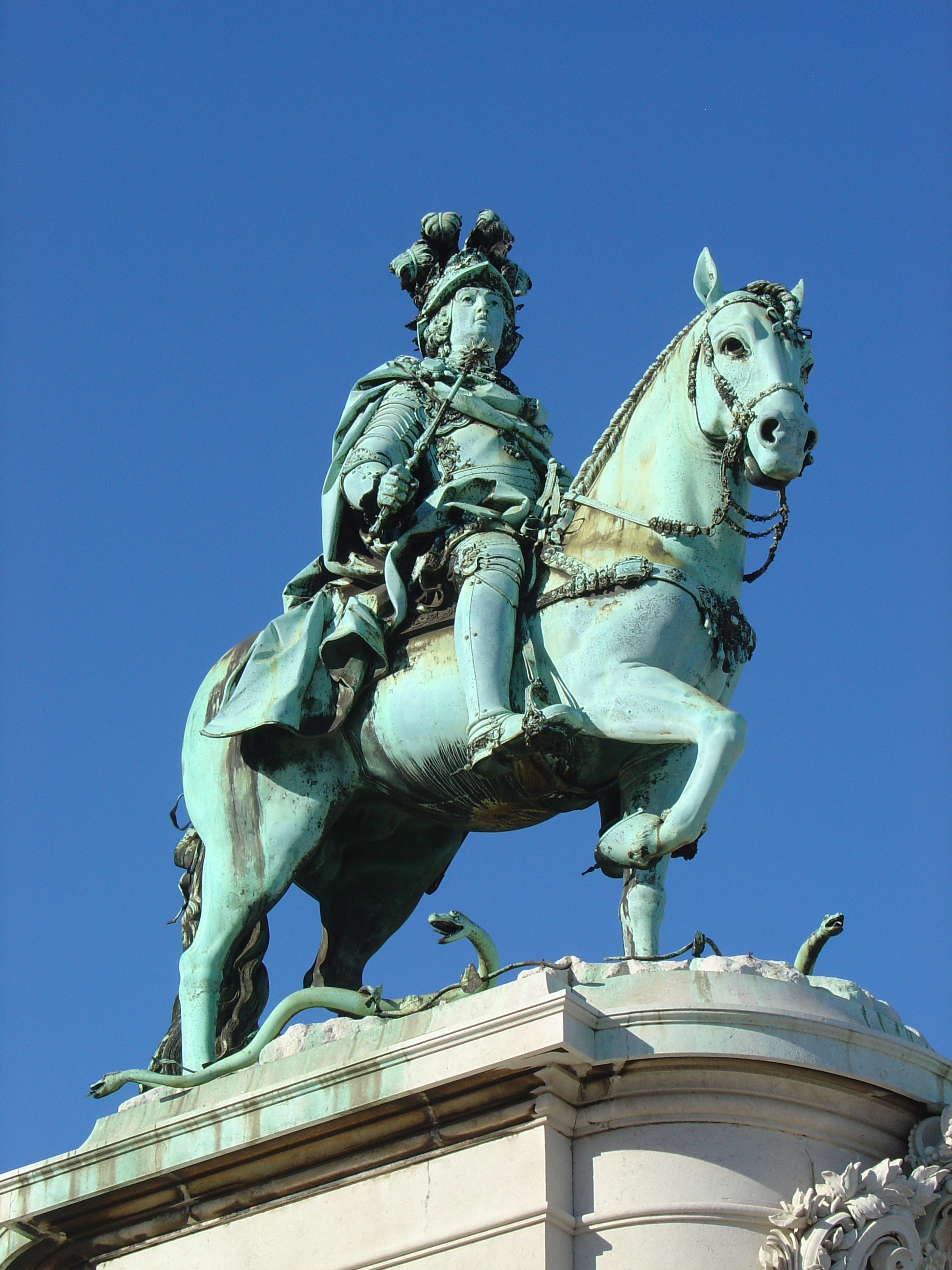
Socha Josefa I. na náměstí Terreiro de Paço v Lisabonu.

Mocný markýz Pombal měl pod dohledem všechny aspekty politiky ekonomické, sociální i koloniální, s cílem učinit z Portugalska opět vážného soupeře ostatních evropských mocností, stejně jako zabezpečit jeho vlastní moc. Nezdařené spiknutí šlechty, jež mělo za cíl zavraždit krále a markýze, dovolilo markýzovi vyhnat v roce 1759 z Portugalska jezuity, čímž vedle konfiskace církevního majetku získal i kontrolu nad veřejným školstvím. Následně Josef zavedl řadu ekonomických opatření, které lze označit jako dirigismus.
Za vlády Josefa I., na svátek Všech svatých 1. listopadu 1755, došlo ke katastrofálnímu zemětřesení, následovanému tsunami, které zničilo hlavní město Lisabon a při němž zahynulo více než 100 000 lidí. U Josefa se v důsledku zemětřesení rozvinula silná klaustrofobie a již nikdy se necítil dobře pobývaje mezi čtyřmi stěnami. Proto přesídlil dvůr do nákladného komplexu stanů v pahorcích u obce Ajuda u Lisabonu, v místě současného paláce Ajuda. Hlavní město bylo za vysokých nákladů kompletně rekonstruováno podle směrnic markýze de Pombal.

## Následnictví a smrt
Josef I. měl čtyři dcery, ale žádného mužského potomka, měl však také mladšího bratra Petra; stál tak před volbou, zda má trůn zdědit jeho nejstarší dcera Marie, nebo jeho mladší bratr Petr. Z dynastických důvodů se tedy 6. června 1760 Petr oženil se svou neteří Marií I. Portugalskou. Jejich sňatek, pro který z důvodu blízké příbuznosti bylo nutno získat papežský dispens, vyloučil všechny pochybnosti o následnictví.
V roce 1774 se stal král Josef I. v důsledku duševní choroby nezpůsobilým vládnout a regentkou se stala jeho žena Mariana Viktorie; politicky byla tato změna bezvýznamná, neboť skutečnou vládu nadále držel v rukou markýz de Pombal. Josef I. zemřel 14. února 1777. Po jeho smrti na trůn nastoupila jeho dcera Marie a její manžel, Josefův bratr Petr, se stal spoluvladařem jako Petr III.
Železná vláda markýze de Pombal skončila a řada antiklerikálních reforem, které za vlády Josefa I. realizoval s cílem modernizovat zemi, byla vzata zpět.

## Tituly, oslovení a vyznamenání

### Tituly a oslovení
- 6. června 1714 – 29. října 1714 Jeho Královská Výsost Nejjasnější infant Josef Portugalský
- 29. října 1714 – 31. července 1750 Jeho Královská Výsost brazilský princ, vévoda z Braganzy, atd…
- 31. července 1750 – 24. února 1777 Jeho Nejvěrnější Veličenstvo král Portugalska a Algarve, ...

### Vyznamenání
- Řád Kristův
- Řád svatého Jakuba od meče
- Řád avizských rytířů

## Vývod z předků
|                      |                                      |  |                       |                                |  |  |  |  |  |  |  | Teodósio II. z Braganzy |
|                      |                                      |  |                       |                                |  |  |  |  |  |  |  |                         |
|                      | Jan IV. Portugalský                  |  |                       |                                |  |  |  |  |  |  |  |                         |
|                      |                                      |  |                       |                                |  |  |  |  |  |  |  |                         |
|                      |                                      |  |                       | Ana de Velasco                 |  |  |  |  |  |  |  |                         |
|                      |                                      |  |                       |                                |  |  |  |  |  |  |  |                         |
|                      | Petr II. Portugalský                 |  |                       |                                |  |  |  |  |  |  |  |                         |
|                      |                                      |  |                       |                                |  |  |  |  |  |  |  |                         |
|                      |                                      |  |                       | Juan Manuel Pérez de Guzmán    |  |  |  |  |  |  |  |                         |
|                      |                                      |  |                       |                                |  |  |  |  |  |  |  |                         |
|                      | Luisa de Guzmán                      |  |                       |                                |  |  |  |  |  |  |  |                         |
|                      |                                      |  |                       |                                |  |  |  |  |  |  |  |                         |
|                      |                                      |  |                       | Juana Gómez de Sandoval        |  |  |  |  |  |  |  |                         |
|                      |                                      |  |                       |                                |  |  |  |  |  |  |  |                         |
|                      | Jan V. Portugalský                   |  |                       |                                |  |  |  |  |  |  |  |                         |
|                      |                                      |  |                       |                                |  |  |  |  |  |  |  |                         |
|                      |                                      |  |                       | Wolfgang Vilém Neuburský       |  |  |  |  |  |  |  |                         |
|                      |                                      |  |                       |                                |  |  |  |  |  |  |  |                         |
|                      | Filip Vilém Falcký                   |  |                       |                                |  |  |  |  |  |  |  |                         |
|                      |                                      |  |                       |                                |  |  |  |  |  |  |  |                         |
|                      |                                      |  |                       | Magdalena Bavorská             |  |  |  |  |  |  |  |                         |
|                      |                                      |  |                       |                                |  |  |  |  |  |  |  |                         |
|                      | Marie Žofie Falcko-Neuburská         |  |                       |                                |  |  |  |  |  |  |  |                         |
|                      |                                      |  |                       |                                |  |  |  |  |  |  |  |                         |
|                      |                                      |  |                       | Jiří II. Hesensko-Darmstadtský |  |  |  |  |  |  |  |                         |
|                      |                                      |  |                       |                                |  |  |  |  |  |  |  |                         |
|                      | Alžběta Amálie Hesensko-Darmstadtská |  |                       |                                |  |  |  |  |  |  |  |                         |
|                      |                                      |  |                       |                                |  |  |  |  |  |  |  |                         |
|                      |                                      |  |                       | Žofie Eleonora Saská           |  |  |  |  |  |  |  |                         |
|                      |                                      |  |                       |                                |  |  |  |  |  |  |  |                         |
| Josef I. Portugalský |                                      |  |                       |                                |  |  |  |  |  |  |  |                         |
|                      |                                      |  |                       |                                |  |  |  |  |  |  |  |                         |
|                      |                                      |  | Ferdinand II. Štýrský |                                |  |  |  |  |  |  |  |                         |
|                      |                                      |  |                       |                                |  |  |  |  |  |  |  |                         |
|                      | Ferdinand III. Habsburský            |  |                       |                                |  |  |  |  |  |  |  |                         |
|                      |                                      |  |                       |                                |  |  |  |  |  |  |  |                         |
|                      |                                      |  |                       | Marie Anna Bavorská            |  |  |  |  |  |  |  |                         |
|                      |                                      |  |                       |                                |  |  |  |  |  |  |  |                         |
|                      | Leopold I.                           |  |                       |                                |  |  |  |  |  |  |  |                         |
|                      |                                      |  |                       |                                |  |  |  |  |  |  |  |                         |
|                      |                                      |  |                       | Filip III. Španělský           |  |  |  |  |  |  |  |                         |
|                      |                                      |  |                       |                                |  |  |  |  |  |  |  |                         |
|                      | Marie Anna Španělská                 |  |                       |                                |  |  |  |  |  |  |  |                         |
|                      |                                      |  |                       |                                |  |  |  |  |  |  |  |                         |
|                      |                                      |  |                       | Markéta Habsburská             |  |  |  |  |  |  |  |                         |
|                      |                                      |  |                       |                                |  |  |  |  |  |  |  |                         |
|                      | Marie Anna Josefa Habsburská         |  |                       |                                |  |  |  |  |  |  |  |                         |
|                      |                                      |  |                       |                                |  |  |  |  |  |  |  |                         |
|                      |                                      |  |                       | Wolfgang Vilém Neuburský       |  |  |  |  |  |  |  |                         |
|                      |                                      |  |                       |                                |  |  |  |  |  |  |  |                         |
|                      | Filip Vilém Falcký                   |  |                       |                                |  |  |  |  |  |  |  |                         |
|                      |                                      |  |                       |                                |  |  |  |  |  |  |  |                         |
|                      |                                      |  |                       | Magdalena Bavorská             |  |  |  |  |  |  |  |                         |
|                      |                                      |  |                       |                                |  |  |  |  |  |  |  |                         |
|                      | Eleonora Magdalena Falcko-Neuburská  |  |                       |                                |  |  |  |  |  |  |  |                         |
|                      |                                      |  |                       |                                |  |  |  |  |  |  |  |                         |
|                      |                                      |  |                       | Jiří II. Hesensko-Darmstadtský |  |  |  |  |  |  |  |                         |
|                      |                                      |  |                       |                                |  |  |  |  |  |  |  |                         |
|                      | Alžběta Amálie Hesensko-Darmstadtská |  |                       |                                |  |  |  |  |  |  |  |                         |
|                      |                                      |  |                       |                                |  |  |  |  |  |  |  |                         |
|                      |                                      |  |                       | Žofie Eleonora Saská           |  |  |  |  |  |  |  |                         |
|                      |                                      |  |                       |                                |  |  |  |  |  |  |  |                         |